# École européenne supérieure d'art de Bretagne (Brest)
Pour les articles homonymes, voir École des beaux-arts.
L’École européenne supérieure d'art de Bretagne de Brest (EESAB), anciennement appelée école des beaux-arts de Brest, est une école artistique publique fondée en 1907, située rue du Château à Brest.

## Historique
Reconstruite en 1962 aux côtés du musée des beaux-arts de Brest (détruit durant les bombardements de 1941), l'école fait aujourd'hui partie du Carré des Arts.
Depuis le 1er janvier 2011, les quatre écoles supérieures d’art de Bretagne (Brest, Lorient, Quimper et Rennes) sont réunies au sein d’un seul établissement : l'École européenne supérieure d'art de Bretagne (EESAB).

## Élèves notables
- Pierre Péron (1905-1988)
- François Bellec (1934-)